# En dag kom en katt
En dag kom en katt (Až přijde kocour) är en tjeckoslovakisk familjefilm med fantasyinslag från 1963 i regi av Vojtech Jasný. Manus skrevs av Jasný tillsammans med Jan Werich och Jirí Brdecka. Filmen var en av de mest prominenta som gjordes under den Tjeckoslovakiska nya vågen. Den tilldelades Prix du Jury vid filmfestivalen i Cannes.

## Handling
En lärare i en liten tjeckoslovakisk stad lär sina elever att tänka fritt, uttrycka sig och om konst. En katt iförd ett par märkliga glasögon anländer till staden, och när de tas av kan katten färga människor efter deras sanna natur.

## Rollista
- Jan Werich - Oliver
- Emília Vášáryová - Diana
- Vlastimil Brodský - Robert, lärare
- Jiří Sovák - rektor
- Vladimír Menšík - Skolník
- Jirina Bohdalová - Julie
- Karel Effa - Janek
- Vlasta Chramostová - Marjanka
- Stella Zázvorková - Ruzena